# 최악의 이웃과 사랑에 빠지는 방법
최악의 이웃과 사랑에 빠지는 방법(프랑스어: Un peu, beaucoup, aveuglément)은 2015년 공개된 프랑스의 로맨틱 코미디 영화이다.

## 출연

### 주연
- 클로비스 코르니악
- 멜라니 베니어
- 릴루 포글리
- 필립페 듀쿠에스네

### 조연
- 그레고이레 오에스테르만
- 오스카 콥
- 보리스 테랄
- 마누 페이옛
- 아르노 레시앙
- 제롬 르 밴너

## 기타
- 공동제작: 아르노 베르트랑
- 공동제작: 도미닉 보토나트
- 믹싱: 시릴 홀츠
- 시각효과: 알랭 카르수